# Birmingham City Women Football Club
El Birmingham City Women Football Club (anteriormente conocido como Birmingham City Ladies Football Club) es la sección femenina del Birmingham City FC, un club de fútbol inglés. Viste de azul, y juega en la FA Women's Championship desde la temporada 2022-23, en el St Andrew's Stadium de Birmingham.

## Historia
La sección fue fundada en 1968. Jugó en ligas regionales hasta que en 2000 ascendió a la Premier League. 
En 2010 fue un miembro fundador de la Super League. En 2011 fue subcampeón de la liga por primera vez, y en 2012 ganó la Copa nacional, su primer título, tras derrotar en la final al Chelsea en los penaltis.
Debutó en la Liga de Campeones en 2013. En su segunda participación, al año siguiente, alcanzó las semifinales.
Al final de la FA WSL 2021-22, el club descendió a la FA Women's Championship por primera vez.

## Palmarés
| Competición nacional                  | Títulos | Subcampeonatos |
| ------------------------------------- | ------- | -------------- |
| FA Women's Super League (0/2)         |         | 2011, 2012     |
| Women's FA Cup (11/3)                 | 2011-12 | 2017           |
| FA Women's League Cup (11/3)          |         | 2011, 2012     |
| FA Women's National League Cup (11/3) |         | 2001-02        |